# هيو ماكديرميد
كان كريستوفر موراي غريف (11 أغسطس 1892 – 9 سبتمبر 1978)، ويُعرف أكثر باسمه المستعار هيو ماكديرميد، شاعرًا اسكتلنديًا وصحفيًا وكاتب مقالات وشخصية سياسية. يعتبر من أبرز القوى وراء النهضة الاسكتلندية وكان أثره راسخ على الثقافة والسياسة الاسكتلندية. وكان أحد الأعضاء المؤسسين للحزب الوطني الاسكتلندي في 1928 لكنه غادره في 1933 بسبب آرائه الماركسية اللينينية. وانضم إلى الحزب الشيوعي في بريطانيا العظمى في العام التالي ليطرد منه في 1938 بسبب ميوله القومي. وترشح بعد ذلك إلى البرلمان عن الحزب الوطني الاسكتلندي (1945) والحزب الشيوعي في بريطانيا العظمى (1964).
كُتبت أقدم أعمال غريف، بما في ذلك حوليات الحواس الخمس، باللغة الإنجليزية، لكنه اشتهر باستخدامه «للاسكتلندية التركيبية»، نسخةٌ أدبية من اللغة الاسكتلندية طورها بنفسه. ومنذ مطلع ثلاثينيات القرن العشرين وما بعد، زاد استخدام ماكديرميد للغة الإنجليزية، وأحيانًا «الإنجليزية التركيبية» الملحقة بمفردات علمية وتقنية.
ولد ماكديرميد، وهو ابن ساعي بريد، في بلدة لانغولم الحدودية الاسكتلندية في دومفريزشير. وتلقى تعليمه في أكاديمية لانغولم قبل أن يصبح مدرسًا لفترة وجيزة في مدرسة بروتون الثانوية في إدنبرة. وبدأ حياته المهنية كاتبًا صحفيًا في ويلز، يكتب للدورية الاشتراكية مرثير بيونير التي يديرها مؤسس حزب العمال كير هاردي، لينضم بعد ذلك إلى الفيلق الطبي بالجيش الملكي عند اندلاع الحرب العالمية الأولى. خدم في سالونيكا واليونان وفرنسا قبل أن يصاب بالملاريا الدماغية ليعود بعدها إلى اسكتلندا في 1918. وكان الوقت الذي أمضاه ماكديرميد في الجيش ذا تأثير على تطوره السياسي والفني.
واصل العمل الصحفي بعد الحرب، واستقر في مونتروز حيث أصبح محررًا ومراسلًا في دورية مونتروز ريفيو بالإضافة إلى عمله قاضي صلح وعضو في مجلس المقاطعة. وفي 1923، نُشر كتابه الأول حوليات الحواس الخمس على نفقته الخاصة، وتلاه كتاب سانغشاو في 1925، وبيني ويب. نُشرت قصيدة رجل مخمور ينظر إلى الشوك في 1926، وتعتبر عمومًا أشهر أعمال ماكديرميد وأكثرها تأثيرًا.
انتقل ماكديرميد إلى جزيرة شتلاند في والسي عام 1933 مع ابنه مايكل وزوجته الثانية، فالدا تريفلين، واستمر في كتابة المقالات والشعر على الرغم من انقطاعه عن التطورات الثقافية على الجزيرة الرئيسية خلال معظم ثلاثينيات القرن العشرين. وتوفي في السادسة والثمانين من عمره عام 1978 في منزله براونسبانك بالقرب من بيغار.
أيد ماكديرميد في أوقات متفرقة من حياته، الفاشية والستالينية والقومية الاسكتلندية، وجهات نظر وضعته مرارًا وتكرارًا على خلاف حاد مع معاصريه. كان أحد الأعضاء المؤسسين للحزب الوطني الاسكتلندي، سلف الحزب الوطني الاسكتلندي الحالي. وترشح عن الحزب الوطني الاسكتلندي في عامي 1945 و1950، وعن الحزب الشيوعي في بريطانيا العظمى عام 1964. وفي 1949، دفعت آراء ماكديرميد، جورج أورويل إلى إدراج اسمه في قائمة تضم «الذين لا ينبغي الوثوق بهم» إلى الإم آي 5. يُنسب الفضل اليوم إلى أعمال ماكديرميد في إلهام جيل جديد من الكتاب. قال عنه زميله الشاعر إدوين مورغان: «قد يكون غريب الأطوار وعبقريًا مُغيظًا، لكن ماكديرميد أنتج العديد من الأعمال التي، في المعيار الحقيقي، تلبث بالعقل والذاكرة وتحمل قالب أعمال كولريدج ببعد النظر والإدهاش».

## السياسة
ساهم ماكديرميد في 1928 بتأسيس الحزب الوطني الاسكتلندي، لكنه أُقصي خلال ثلاثينيات القرن العشرين. كان ماكديرميد عضوًا في الحزب الشيوعي في بريطانيا العظمى بأوقات مختلفة، لكنه طُرد منه مرتين. يذكر جون باغلو أن «رفاقه كانوا في حيرة دائمة أمام تصرفاته». وبالفعل، فقد طُرد من الحزب الشيوعي لكونه قوميًا اسكتلنديًا، ومن الحزب الوطني الاسكتلندي لكونه شيوعيًا. وبكونه من أتباع الاشتراكي الثوري الاسكتلندي جون ماكلين، لم ير أي تناقض بين الاشتراكية الأممية والرؤية القومية لجمهورية اسكتلندية عمالية، لكن هذا الموقف أدى إلى نشوء علاقة مشحونة مع الأحزاب السياسية المنظمة.
كان ماكديرميد تحت مراقبة عملاء المخابرات البريطانية المضادة من عام 1931 خلال وجوده في لندن، وحتى 1943 بعد مغادرته جزيرة شيتلاند في والسي. وفي 1949، كان ماكديرميد ضمن قائمة كتبها جورج أورويل إلى قسم أبحاث المعلومات، قائمةٌ تشمل زملائه الكتاب اليساريين الذين اشتبه في تعاطفهم مع الاتحاد السوفيتي أو صلاتهم المباشرة مع المفوضية الشعبية للشؤون الداخلية. ترشح ماكديرميد عن دائرة غلاسكو كيلفينغروف الانتخابية في الانتخابات العامة عامي 1945 و1950. ترشح ضد رئيس الوزراء المحافظ أليك دوغلاس هوم في كينروس وغرب بيرثشير في انتخابات عام 1964، وحصل على 127 صوتًا فقط.
وفي 2010، كُشفت رسائل توضح أن ماكديرميد يرى أن الغزو النازي لبريطانيا سيفيد اسكتلندا. وفي رسالة أرسلها من والسي في أبريل 1941، كتب: «بشكل عام، أعتبر قوى المحور، رغم أنها في الوقت الحالي أكثر شرًا بأفعالها الإجرامية، أقل خطورة من حكومتنا على المدى الطويل ولا يوجد فرق كبير بين غاياتهما». وكتب قبلها بعام، في يونيو 1940: «على الرغم من أن الألمان مرعبين جدًا، إلا أنهم لا يستطيعون الفوز، لكن البرجوازية البريطانية والفرنسية تستطيع ذلك، وهي عدو أكبر بكثير. وإذا انتصر الألمان فلن يتمكنوا من الحفاظ على مكاسبهم لفترة طويلة، أما إذا انتصر الفرنسيون والبريطانيون فسيكون التخلص منهم أكثر صعوبة».
على الرغم من أن هيو ماكديرميد استخدم اتهام الفاشية سلاحًا ضد الشاعر الجنوب أفريقي روي كامبل بسبب آرائهما المختلفة حول الحرب الأهلية الإسبانية، مما أدى إلى نزاع علني حاد للغاية استمر لعقود من الزمن، فقد علق مارك هورن في الديلي تلغراف: «كان لماكديرميد ميل نحو الفاشية في مطلع الثلاثينيات من عمره، عندما كان يعتقد أنها عقيدة يسارية. ففي مقالتين كتبهما عام 1923، نداء من أجل فاشية اسكتلندية ومخطط من أجل فاشية اسكتلندية، بدا وكأنه يدعم نظام موسوليني. ولكن بحلول ثلاثينيات القرن العشرين، تغير موقفه بعد ميل موسوليني نحو اليمين، وانتقد نيفيل تشامبرلين انتقادًا لاذعًا بسبب سياسة الترضية التي اتبعها إزاء توسعية هتلر. وردًا على ذلك، أشارت ديردري غريف، زوجة ابن ماكديرميد ومتنفذة شؤونه الأدبية: «أعتقد أنه كان في أوقات متفرقة من حياته يحتفي بجميع المثل العليا الممكن الاحتفاء بها».

## الكتابة
كُتبت الكثير من الأعمال التي نشرها ماكديرميد في عشرينيات القرن العشرين بما دعاه «الاسكتلندية التركيبية»: نسخة من اللغة الاسكتلندية التي «ولّفت» بين لهجات محلية متعددة، جمعها ماكديرميد من القواميس والمصادر الأخرى.
ومنذ ثلاثينيات القرن العشرين وما بعد، توجه ماكديرميد أكثر فأكثر إلى اللغة الإنجليزية كوسيلة للتعبير، لذلك كُتبت معظم أشعاره اللاحقة بها. كان طموحه أن يرقى إلى مستوى قول ريلكه: «الشاعر يجب أن يعرف كل شيء» وأن يكتب الشعر الذي يشمل المعرفة. ونتيجة لذلك، فإن العديد من القصائد في ستوني ليميتس (1934) والمجلدات اللاحقة هي نوع من الشعر المقولب، الذي يعيد استخدام نص مستمد من مجموعة من المصادر. وتمامًا كما استخدم قاموس اللهجات لجون جاميسون في قصائده باللغة «الاسكتلندية التركيبية»، فقد استخدم قاموس تشامبرز للقرن العشرين في كتابة قصائد مثل «على شاطئ مرتفع». اتبعت قصائد أخرى، بما في ذلك «على شاطئ مرتفع» و«إيتيكا بريوبرازينافو إيروسا»، أسلوب المقاطع النثرية المسهبة. أدت هذه الممارسة، خاصة في قصيدة «مثالي»، إلى اتهامات بالسرقة الأدبية من أنصار الشاعر الويلزي غلين جونز، وكان رد ماكديرميد عليه أنه «كلما زادت السرقة الأدبية، كان العمل الأدبي جذابًا أكثر». إن الإنجاز الكبير لهذا الشعر اللاحق هو سعيه، على مستوى يوازي الأشعار الملحمية، تصوير عالم بدون إله، تكون فيه جميع المواضيع التي يتناولها تتماشى مع حقائق قابلة للإثبات علميًا. في عمله النقدي حياة الشعراء، يشير مايكل شميدت إلى أن هيو ماكديرميد «أعاد رسم خريطة الشعر الاسكتلندي وأثر على التكوين الكامل للأدب الإنجليزي». 
كتب ماكديرميد عددًا من الأعمال النثرية الواقعية، بما في ذلك الاسكتلنديون غريبو الأطوار وسيرته الذاتية الشاعر المحظوظ. ترجم أيضًا عددًا من الأعمال عن الغيلية الاسكتلندية، بما في ذلك مديح بن دورين لدنكن بان ماكنتاير، والتي لاقت استحسان المتحدثين الأصليين، بمن فيهم سورلي ماكلين.